# آل ماثيوز
آل ماثيوز (بالإنجليزية: Al Matthews)‏، من مواليد مدينة بروكلين بولاية نيويورك بتاريخ 21 نوفمبر عام 1942، وهو ممثل أمريكي، ومثل عدة أفلام، ومنها فيلم اللاينز عام 1986م.

## وصلات خارجية
- الموقع الرسمي
- آل ماثيوز على موقع IMDb (الإنجليزية)
- آل ماثيوز على موقع روتن توميتوز (الإنجليزية)
- آل ماثيوز على موقع ميوزك برينز (الإنجليزية)
- آل ماثيوز على موقع أول موفي (الإنجليزية)
- آل ماثيوز على موقع أول ميوزيك (الإنجليزية)
- آل ماثيوز على موقع ديسكوغز (الإنجليزية)
- آل ماثيوز على موقع قاعدة بيانات الفيلم (الإنجليزية)